# Iteomyia peyerimhofi
Iteomyia peyerimhofi är en tvåvingeart som först beskrevs av Jean-Jacques Kieffer 1909.  Iteomyia peyerimhofi ingår i släktet Iteomyia och familjen gallmyggor.
Artens utbredningsområde är Algeriet. Inga underarter finns listade i Catalogue of Life.